# 賓光椿
賓光椿（1853年—1904年），廣西省博白縣水鸣镇人。晚清学者。同進士出身。
賓光椿于二十四岁中秀才，因家境贫寒，在私塾执教。几年后境況好转，遂赴广东广雅书院继续攻读经史，深受山长朱一新器重。后应广西巡抚马丕瑶之聘，任桂林秀峰书院山长。此后曾在燕喜书院、进城书院、凤鸣书院、环玉书院等担任山长。光緒二十九年（1903年）赴京會試中式。次年补殿試，登三甲第109名進士。分發湖南知縣。不久卒。
賓光椿一声致学，有《丹廷集》、《精选经义策论》、《策论义采腴》等。